# 67º Reggimento fanteria "Legnano"
Il 67º Reggimento fanteria "Legnano" è stato un reparto del Regio Esercito Italiano e poi dell'Esercito Italiano costituito il 1º agosto 1862, che insieme al "gemello" 68º Reggimento fanteria, andò a costituire la Brigata "Palermo".

## Storia

### Nel Regio Esercito

#### Dalla nascita alla Guerra italo-turca
Dopo l'unificazione italiana, il nuovo ministro della guerra, generale Manfredo Fanti, nell'ambito della generale ristrutturazione della vecchia Armata Sarda, trasformata, l'anno prima, in Regio Esercito Italiano, aveva progettato, nell'ottica della creazione del "nuovo esercito nazionale", la costituzione di numerosi nuovi reparti. Tra questi, v'era, appunto, il 67º Reggimento fanteria, che doveva essere formato con elementi tratti da altri reparti preesistenti.
Esso fu dunque costituito il 1º agosto 1862, nella città di Torino, per poi essere trasferito a Genova ove, il 27 settembre successivo, ricevette la bandiera di guerra. Al comando del nuovo reparto fu posto il colonnello Federico Manassero, conte di Costigliole.
Il reparto fu poi trasferito ad Alessandria e, nel 1865, a Siracusa.

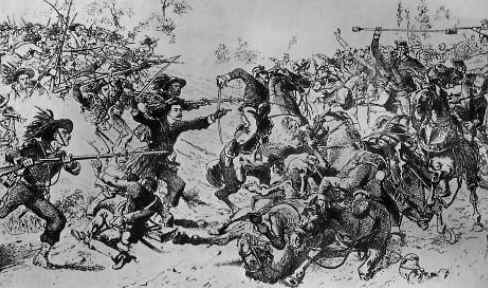
Un momento della sfortunata battaglia di Custoza.

Nel 1866, il reparto partecipò alla terza guerra di indipendenza, e, in particolare, inquadrato nell'Armata del Mincio, prese parte alla sfortunata battaglia di Custoza (1866). Successivamente, fu trasferito a Catanzaro, ove prese parte alle operazioni di repressione del brigantaggio.
Nel 1867, sviluppatasi una vasta epidemia di colera nel comune di Longobucco, il reparto si impegnò attivamente nelle operazioni di soccorso agli abitanti.
Successivamente, nell'inverno del 1868, alcuni elementi del reggimento, posti al comando del colonnello Bernardino Milon, si impegnarono nella caccia alla banda del celebre brigante Domenico Straface alias "Palma", che raggiunsero nei pressi del villaggio di Zinga. Dopo un violento conflitto a fuoco, la banda fu quasi completamente annientata, anche se "Palma" riuscì a darsi alla fuga. Sarebbe poi stato catturato, e ucciso, solo un anno più tardi.
Nel 1869, il reparto fu poi trasferito a Verona, ove rimase sino all'anno successivo, quando fu destinato a Piacenza. Negli anni successivi, il reggimento fu poi ancora trasferito, prima a Salerno, poi a Napoli, a Chieti e infine, nel 1883, nuovamente a Verona.
Nell'ottobre dello stesso anno, la città di Verona veniva investita da un'eccezionale piena del fiume Adige, che causava una grave inondazione. I fanti del 67º, insieme alle altre truppe della guarnigione, si prodigarono quindi nell'opera di soccorso alla popolazione, dedicandosi poi alla ricostruzione degli argini del fiume, devastati dalla forza delle acque.
Nel 1887, una compagnia del reggimento, forte di 155 uomini e 5 ufficiali, venne aggregata al Corpo di Spedizione speciale che, al comando del generale Asinari di San Marzano, fu inviato in Eritrea a rinforzo delle truppe già ivi operanti, dopo la sfortunata Battaglia di Dogali.
Nel 1888, il reparto venne trasferito ad Agrigento per poi tornare, nel 1892, a Firenze.
Negli anni 1895 e 1896, il reggimento fornì aliquote di propri uomini per la costituzione del 21º e 33º Battaglione Cacciatori d'Africa, che presero poi parte alla successiva Guerra di Abissinia.
Successivamente, nel 1898, vari elementi del 67º furono inviati in distaccamento di ordine pubblico in vari centri delle Marche, tra i quali Ancona, Senigallia, Osimo e Loreto, per sedare le virulente proteste popolari scatenatesi in quell'anno.
Due anni dopo, nell'estate del 1900, il reggimento fu poi trasferito a Treviso, ove rimase per gli otto anni successivi, impiegato nei consueti servizi di guarnigione. Nel 1908, infine, un nuovo trasferimento portò il reparto a Como, città nella quale esso avrebbe trascorso il periodo più lungo e denso di avvenimenti della propria storia.
Durante la Guerra italo-turca, il reparto, pur non facendo parte del contingente inviato in Tripolitania e Cirenaica, inviò propri uomini in rinforzo di altre unità operanti in Africa. A partire dal 1914, il 67º Reggimento trovò la propria sede nella nuova caserma di Como, intitolata al capitano Carlo De Cristoforis, caduto nella Battaglia di San Fermo.

#### La Prima guerra mondiale

##### Anno 1915

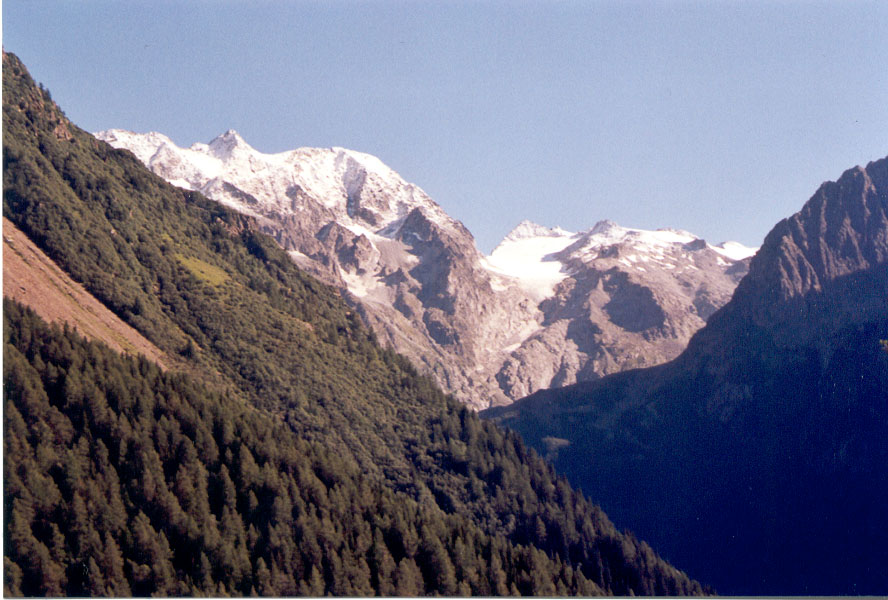
Il Monte Adamello, in alta Valle Camonica.

Con l'approssimarsi dell'entrata in guerra del Regno d'Italia, nel gennaio del 1915, il reggimento completò i propri organici, in vista della mobilitazione. In primavera, il reparto fu inviato nella zona tra la Valtellina e la Val Camonica, ove, insieme al reggimento gemello, il 68º, costituì la Brigata "Palermo".
Dopo lo scoppio delle ostilità, il 24 maggio 1915, il reparto partecipò ad azioni offensive e difensive nel settore dell'Adamello e del Passo del Tonale, restando in tale settore sino al mese di ottobre. In seguito fu trasferito sul fronte carsico, ove giunse nei primi giorni di novembre. I battaglioni del reggimento furono poi schierati nelle trincee del Monte San Michele, e da qui scattarono all'attacco, l'11 novembre, allo scoppio della Quarta battaglia dell'Isonzo. Negli scontri, furibondi, dei giorni successivi, persero la vita innumerevoli soldati e ufficiali, tra i quali il capitano Enrico d'Oncieu de Chaffardon.

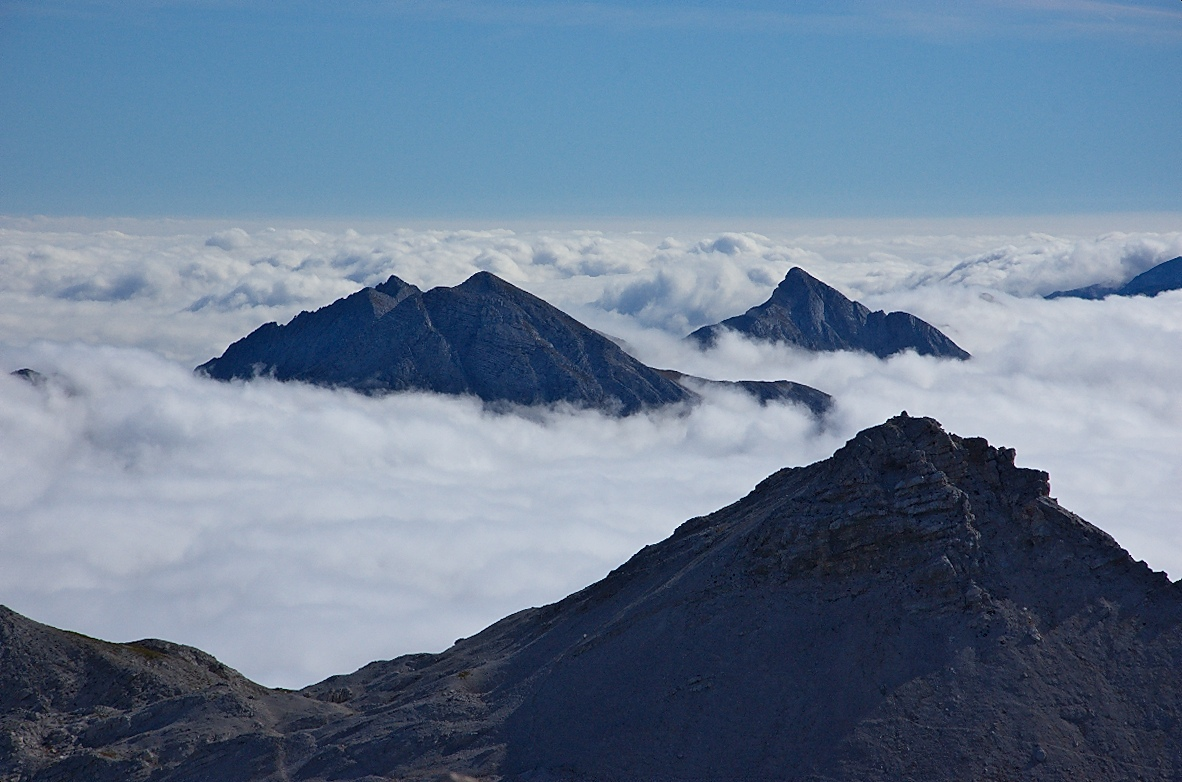
La cima innevata del Monte Mrzli.

Nel febbraio del 1916, il 67º reggimento fu trasferito sul fronte isontino, ove partecipò alla Quinta battaglia dell'Isonzo. Combatté poi sulle alture del Vodil e del Mrzli, partecipando alla costruzione di una poderosa linea difensiva in cemento armato.
Dopo aver trascorso il turno di riposo in retrovia, nel marzo del 1917 il reparto operò contro le alture situate ad est di Gorizia, sino al mese di maggio, quando partecipò alla Decima battaglia dell'Isonzo. Nel corso di questa sanguinosa battaglia, il reggimento, dal 20 maggio, sferrò ripetuti assalti contro la vetta del Monte Santo di Gorizia: il 23 maggio, i fanti del 67º riuscirono a conquistare la vetta, issandovi la bandiera del reggimento. A causa del violentissimo contrattacco nemico, la cima dovette poi, però, essere abbandonata. Per questa azione, la bandiera del reparto fu decorata con la medaglia di bronzo al valor militare.

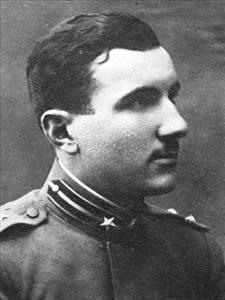
Il tenente Mazzoni, caduto sul Veliki Hrib.

Alla fine del mese di giugno, il reparto operò contro il Monte San Gabriele, riuscendo, con continui, sanguinosi assalti, nella conquista di importanti posizioni. Alla metà di agosto, allo scattare dell'offensiva che avrebbe dato luogo all'Undicesima battaglia dell'Isonzo, il 67º Reggimento Fanteria fu inviato nella zona della Sella di Dol, con l'obbiettivo di attaccare il caposaldo del Veliki Hrib. In tali circostanze, perse la vita il tenente Corrado Mazzoni, poi decorato con la Medaglia d’oro al valor militare alla memoria.
Il reggimento fu poi inviato in zona di riposo, ove fu sorpreso dalla notizia del ripiegamento generale del Regio esercito, susseguente alla Battaglia di Caporetto. Nelle drammatiche giornate della fine di ottobre, il 67º fanteria, inquadrato nel XXIV Corpo d'armata al comando del generale Enrico Caviglia, rimase saldo e compatto, schierandosi sul Monte Corada, e contribuendo a trattenere il nemico, permettendo così la ritirata di altri reparti. Negli stessi giorni, cadde anche il comandante del reggimento, colonnello Pietro Boldi.
In seguito, anche il 67º reggimento fu costretto a ripiegare sulla linea del Piave, dovendo poi dedicarsi alla propria riorganizzazione, a causa delle pesanti perdite subite.
Nel gennaio del 1918, il reparto fu poi schierato sul Monte Grappa, dove contribuì a respingere i ripetuti, e violentissimi, attacchi sferrati dall'esercito austro-ungarico.
In primavera, la Brigata "Palermo" fu trasferita sul Piave, in vista dell'offensiva austriaca che sarebbe sfociata nella Battaglia del solstizio. Dal 18 giugno, il reggimento combatté aspramente sul Piave, sino al termine della battaglia. Durante l'estate, il reparto fu sottoposto a una profonda riorganizzazione, in vista del trasferimento oltremare: nel mese di settembre, la brigata venne trasferita, via mare, in Albania, dove si stavano consumando gli ultimi atti del conflitto in quelle regioni.
Tra il mese di ottobre e i primi di novembre, i reparti italiani procedettero all'occupazione di vari centri della regione, sino a quando, il 4 novembre 1918, per l'Italia il conflitto si concluse, con l'armistizio firmato a Villa Giusti.

#### Tra le due guerre

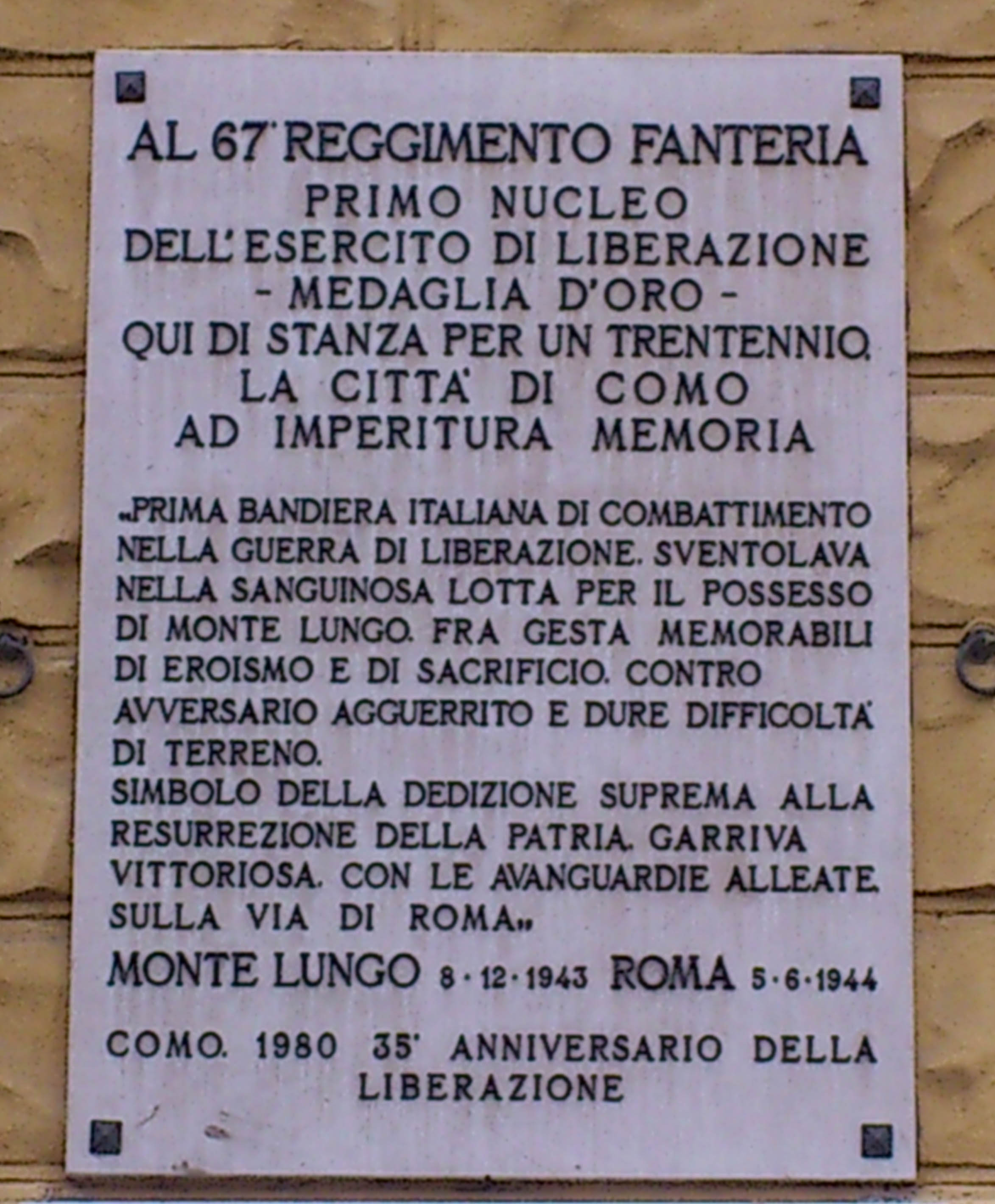
Targa commemorativa, murata sulla facciata della caserma "capitano Carlo De Cristoforis" di Como, in ricordo del contributo dato dal reparto nella Guerra di liberazione

Nel 1918 fino al 1920 operò nei Balcani, motivo per cui, unico reparto di fanteria, ebbe dopo questa missione l'uso del colbacco con piuma d'aquila sulla alta uniforme (in ricordo della missione nei paesi slavi dove operò). Il 4º battaglione fece parte del Corpo di spedizione italiano in Murmania, che combatté prima contro i tedeschi, poi contro i bolscevichi.
Con l'applicazione della legge 11 marzo 1926 sull'ordinamento del Regio Esercito, a seguito della formazione delle Brigate su tre reggimenti venne assegnato alla VI Brigata di Fanteria articolato su due battaglioni.
Nel 1936 mobilitò i suoi uomini per la campagna d'Etiopia, fornendo a reggimenti e reparti vari mobilitati 32 ufficiali e 1088 soldati. Il 24 maggio 1939 il reggimento fanteria “Palermo” assunse la denominazione 67º reggimento fanteria "Legnano" (con il Comando nella caserma Cadorna a Legnano) e, con il 68º reggimento fanteria “Legnano” (con il comando a Como) e il 58º reggimento artiglieria, confluì nella 58ª Divisione Fanteria Legnano.
Nella seconda guerra mondiale seguì la divisione Legnano, operando nel 1940 sul fronte francese e nel 1941 su quello greco-albanese. Nel 1942 fu inviato nuovamente in Francia e nei primi mesi del 1943 fu trasferito in Puglia.
Dopo l'armistizio dell'8 settembre, il 28 settembre entrò a far parte del I Raggruppamento Motorizzato, prima grande unità militare dell'Esercito Cobelligerante Italiano a prendere parte alle operazioni della Campagna d'Italia accanto alle forze alleate dopo i fatti seguiti alla proclamazione dell'armistizio dell'8 settembre 1943 costituita a livello di brigata a San Pietro Vernotico in provincia di Brindisi sulla base del Comando fanteria della Divisione "Legnano", il 26 settembre 1943. cambiando la denominazione in 67º Reggimento fanteria motorizzato con il seguente configurazione: comando (comando del 67°), battaglione bersaglieri motorizzato (LI battaglione d'istruzione), battaglione fucilieri, (II battaglione del 67°). Il Raggruppamento prese parte nel dicembre dello stesso anno alla Battaglia di Montelungo in seguito alla quale la bandiera del 67º Reggimento sarebbe stata decorata di medaglia d'oro al valor militare.
Nell'agosto 1944 venne inserito nella 210ª Divisione costiera.

### Nell'Esercito Italiano
Al termine del conflitto il 67º Reggimento entrò a far parte dell'Esercito Italiano, nuova denominazione assunta dal Regio Esercito dopo la proclamazione della Repubblica, inquadrato nella ricostruita Divisione fanteria "Legnano"

Fregio dell'Arma di Fanteria dell'Esercito Italiano (usato per la Fanteria di Linea)

Nel 1970 alcuni reparti del 67º di stanza a Montorio Veronese e del gemello 68º di stanza a Bergamo, sono stati costituiti in "Gruppo tattico Legnano" ed hanno partecipato alle operazioni di O.P. in Calabria con sede operativa nel comune di Palmi Calabro.

#### 67º Battaglione meccanizzato "Montelungo"
Con la ristrutturazione dell'Esercito Italiano del 1975, che aboliva il livello reggimentale, il reggimento è stato ridotto a 67º Battaglione meccanizzato "Montelungo" con sede a Monza, che ne ha ereditato le tradizioni e la bandiera di guerra, mentre le tradizioni e la bandiera del 68º Reggimento fanteria "Legnano" vennero ereditati dal 68º Battaglione meccanizzato "Palermo".
Nel 1983 il 67º Battaglione meccanizzato "Montelungo", al comando del Tenente colonnello Luigi Gaviraghi, prese parte in Libano, con il contingente italiano alla missione di pace "Libano 2" rinforzato da una Compagnia bersaglieri del 6º Battaglione bersaglieri "Palestro", comandata dal Capitano Paolo Leotta, dal 9 giugno ai primi di ottobre, quando venne sostituito dal 3º Battaglione bersaglieri "Cernaia".

#### 67º Reggimento fanteria corazzato "Legnano"
Con il ripristino, nel 1991, del livello reggimentale nell'Esercito Italiano il 27 agosto 1992 il 67º Battaglione meccanizzato "Montelungo" venne sciolto e, sulla base del 4º Battaglione carri "M.O. Passalacqua" viene ricostituito, nella sede di Solbiate Olona, il 67º Reggimento fanteria corazzato "Legnano", che, nel 1993-1994, prese parte alla Missione Ibis in Somalia, prima di essere sciolto definitivamente il 5 ottobre 1995 a Solbiate Olona.
Il 67° fu uno dei reparti più gloriosi della storia dell'Italia unita, per il ruolo svolto nel Risorgimento e nelle due Guerre Mondiali. Fu il "reggimento che fece l'Italia due volte", ma questo non bastò a farlo sopravvivere almeno in un reparto di rappresentanza. È l'unico reparto citato nel discorso del 25 aprile 2009 dal presidente della repubblica Giorgio Napolitano.
Le bandiere di guerra sono oggi conservate nel Sacrario delle bandiere, sito a Roma presso il Vittoriano.

## Onorificenze
Nella sua storia il 67º Reggimento fanteria "Legnano" ha meritato le seguenti onorificenze alla bandiera:

### Decorati
- Tenente colonnello Ferrari Elio
- Tenente Giuseppe Cederle[10]
- Tenente Corrado Mazzoni

Guerra 1915-1918
Med. d'Oro al V.M.: 2 Ufficiali
Med. d'Argento al V.M.: 14 ufficiali, 3 truppa
Med. di Bronzo al V.M.: 27 ufficiali e truppa
Guerra 1940-1945
Med. d'Oro al V.M.: 1 Ufficiale (Ten. Giuseppe Cederle)
Med. d'Argento al V.M.: 7 di cui 5 alla memoria
Med. di Bronzo al V.M.: 16 di cui 10 alla memoria
croci di guerra al V.M.: 35
Guerra del Golfo 1990-1991
merito militare: 1 (ONU)
Somalia 1992-1993
merito militare: 20 (ONU)

## Simboli e tradizioni

### Stemma araldico
Corona turrita.
Ornamenti esteriori:

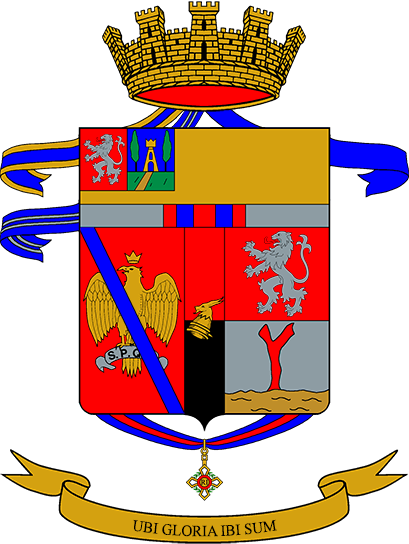
Stemma araldico del reggimento

lista bifida: d'oro, svolazzante, collocata sotto la punta dello scudo, incurvata con la concavità rivolta verso l'alto, riportante il motto: Ubi gloria ibi sum
Onorificenza:
accollata alla punta dello scudo con l'insegna dell'Ordine Militare d'Italia pendente al centro del nastro con i colori della stessa
Nastri rappresentativi delle ricompense al Valore:
una Medaglia d'Oro, una Medaglia di Bronzo al Valor Militare, una Croce di Guerra al Valor Militare sono annodati nella parte centrale non visibile della corona turrita, scendenti svolazzanti in sbarra ed in banda dal punto predetto, passando dietro la parte superiore dello scudo.»

Lo stemma è diviso in due parti che si riferiscono a due precisi periodi: uno durante il quale il reggimento ha avuto il
nominativo "Palermo" (1862-1939) e l'altro nel quale si è
chiamato "Legnano" (dopo il 1939).
Nella prima partizione, su smalto di rosso (simbolo di valore, ardire e sacrificio supremo) con l'aquita dello stemma di Palermo
(sentito il parere dell'Uffìcio Araldico della Presidenza del Consiglio, I'aquila di Palermo è rappresentata con il "volo
abbassato" per adeguarla alla posizione tradizionale della
medesima). La cotissa d'azzurro simboleggia la concessione
della medaglia di bronzo al valor militare. Nella seconda partizione è riprodotto l'emblema di
Legnano. Fra le due partizioni il palo con i colori rosso-nero
e l'elmo di Scanderbeg a ricordo dei due periodi (1918-20 e
1941) nei quali il 67º è stato impegnato in Albania.
ll capo d'oro è simbolo della medaglia d'oro, massima ricompensa al valor militare, meritata dal Reggimento nel corso della Guerra di Liberazione (rappresentata sulla trangla, una fascia particolarmente ridotta, d'argento) e nel quartier franco l'arme di Montecassino è stata insenta per indicare il fronte di battaglia su cui il Reggimento è stato particolarmente impegnato.

### Insegne e distintivi
- Il fregio del reggimento è quello dell'Arma di Fanteria, composto da due fucili incrociati caricati da una bomba sormontata da una fiamma dritta. Al centro nel tondino è riportato il numero "67".
- Le mostrine del reggimento sono rettangolari di colore azzurro e listate di nero di tre in palo. Alla base della mostrina si trova la stella argentata a 5 punte bordata di nero, simbolo delle forze armate italiane.

### Motto
Ubi gloria ibi sum il cui significato è: Sono là dove è la gloria.

### Festa di corpo
- La festa del reggimento, dal 1959, si svolge l'8 dicembre, anniversario della battaglia di Montelungo del 1943, ove il reggimento si guadagnò la Medaglia d'Oro al Valor Militare. Fino al 1959, la festa cadeva invece il 20 maggio, anniversario della presa del Monte Santo.

## Comandanti dal 1939 al 1943
- Vittorio Terragni, colonnello
- Mario Aramini, tenente colonnello
- Giuseppe Vassarotti, colonnello
- Giuseppe Scarcia, maggiore
- Umberto Primero, colonnello
- Sebastiano Rabezzana, tenente colonnello
- Valentino Gai, colonnello
- Ulisse Bonfigli, colonnello

## Persone legate al Reggimento
- Enrico d'Oncieu de Chaffardon
- Federico Manassero
- Corrado Mazzoni